# Marganell
Marganell és un poble, cap del municipi del mateix nom, de la comarca del Bages. Fins a l'any 1982, el municipi s'anomenava Santa Cecília de Montserrat.
El 2023, l'alcalde és Ramon Costa Calsina que pren el relleu de Verónica Hirano Effing.
| Entitat de població | Habitants (2023) |
| el Casot            | 137              |
| Marganell           | 103              |
| la Colònia Puig     | 27               |
| Pla de Roldors      | 21               |
| Santa Cecília       | 5                |
| Font: Idescat       |                  |

## Geografia
- Llista de topònims de Marganell (Orografia: muntanyes, serres, collades, indrets…; hidrografia: rius, fonts...; edificis: cases, masies, esglésies, etc.).

## Demografia
| 1497 f | 1515 f | 1553 f | 1717 | 1787 | 1857 | 1877 | 1887 | 1900 | 1910 |
| ------ | ------ | ------ | ---- | ---- | ---- | ---- | ---- | ---- | ---- |
| 8      | 9      | 11     | 61   | 114  | 330  | 329  | 308  | 233  | 261  |

| 1920 | 1930 | 1940 | 1950 | 1960 | 1970 | 1981 | 1990 | 1992 | 1994 |
| ---- | ---- | ---- | ---- | ---- | ---- | ---- | ---- | ---- | ---- |
| 253  | 267  | 280  | 275  | 307  | 240  | 280  | 208  | 226  | 226  |

| 1996 | 1998 | 2000 | 2002 | 2004 | 2006 | 2008 | 2010 | 2012 | 2014 |
| ---- | ---- | ---- | ---- | ---- | ---- | ---- | ---- | ---- | ---- |
| 215  | 213  | 243  | 238  | 243  | 288  | 301  | 317  | 308  | 297  |

| 2016 | 2018 | 2020 | 2022 | 2024 | 2026 | 2028 | 2030 | 2032 | 2034 |
| ---- | ---- | ---- | ---- | ---- | ---- | ---- | ---- | ---- | ---- |
| 277  | 258  | 266  | 282  | 308  | -    | -    | -    | -    | -    |

## Llista d'alcaldes de Marganell
| Núm. | Alcalde                | Inici mandat  | Fi mandat  | Partit polític |
| ---- | ---------------------- | ------------- | ---------- | -------------- |
| 12   | Ramon Costa Calsina    | Juny 2023     | Abril 2027 | Junts          |
| 11   | Verónica Hirano Effing | Novembre 2019 | Abril 2023 | Junts          |
| 10   | Anna Garcia Ventura    | 2015          | 2019       | CIU            |
| 9    | Isabel Ramon Puig      | Juny 2011     | 2015       | CIU            |
| 8    | Ramon Bisbal Baró      | Juny 2007     | 2011       | CIU            |
| 7    | Ramon Bisbal Baró      | Juny 2003     | 2007       | CIU            |
| 6    | Ramon Bisbal Baró      | Juliol 1999   | 2003       | CIU            |
| 5    | Ramon Bisbal Baró      | Juny 1995     | 1999       | CIU            |
| 4    | Fermí Sallés Puig      | Juny 1991     | 1995       | CIU            |
| 3    | Fermí Sallés Puig      | Juny 1987     | 1991       | CIU            |
| 2    | Fermí Sallés Puig      | Juny 1983     | 1987       | CIU            |
| 1    | Fermí Sallés Puig      | Juny 1979     | 1983       | CIU            |